# Wylder
Wylder (niederländisch Wilder) ist eine französische Gemeinde im Département Nord in der Region Hauts-de-France. Sie gehört zum Arrondissement Dunkerque und zum Kanton Wormhout. Die Bewohner nennen sich Wylderois.

## Lage
Die Gemeinde Wylder liegt an der Yser in Französisch-Flandern, 18 Kilometer südöstlich von Dünkirchen und sechs Kilometer westlich der Grenze zu Belgien. Sie grenzt im Nordwesten und Norden an Quaëdypre,  im Osten an West-Cappel sowie im Südosten, Süden und Südwesten an Wormhout. Durch das Gemeindegebiet führt die Autoroute A25.

## Bevölkerungsentwicklung
| Jahr                       | 1962 | 1968 | 1975 | 1982 | 1990 | 1999 | 2010 | 2021 |
| -------------------------- | ---- | ---- | ---- | ---- | ---- | ---- | ---- | ---- |
| Einwohner                  | 184  | 197  | 210  | 206  | 213  | 214  | 320  | 301  |
| Quellen: Cassini und INSEE |      |      |      |      |      |      |      |      |

## Sehenswürdigkeiten
- Kirche Saint-Martin
- Kapelle de la légion d’honneur aus dem Jahr 1864

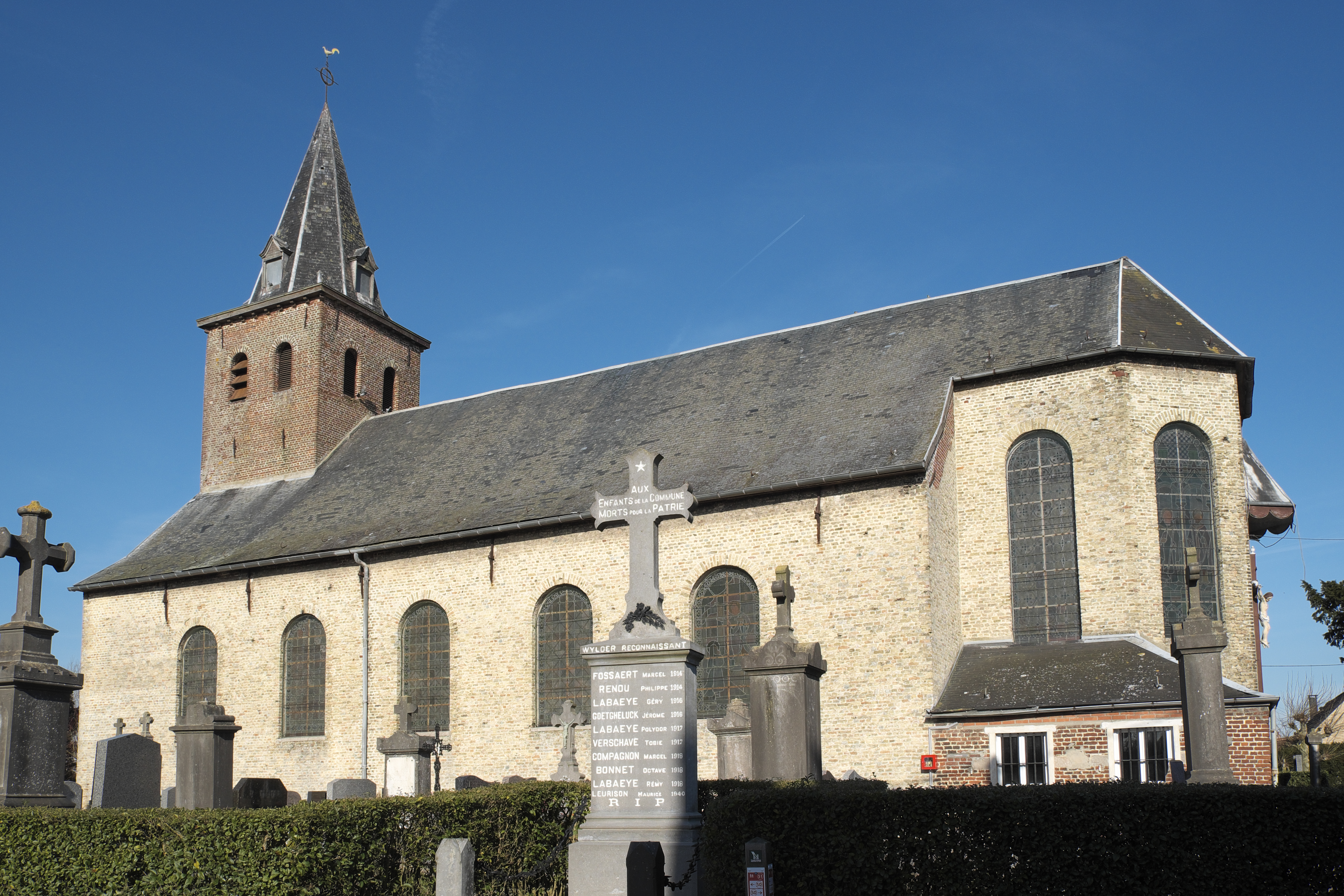
Kirche Saint-Martin